# Caulonia

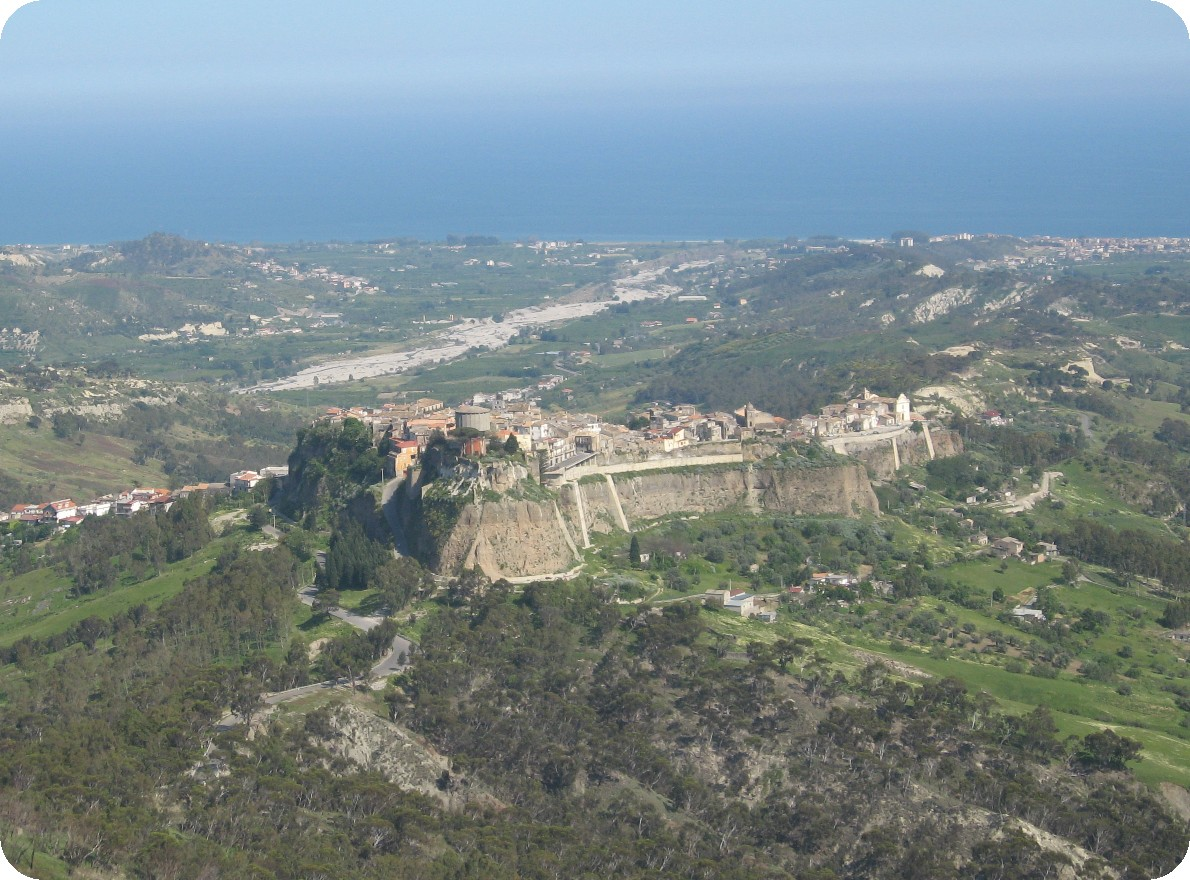
Caulonia

Caulonia (bis Ende 1863 Castelvetere) ist eine italienische Stadt und Gemeinde in der Metropolitanstadt Reggio Calabria in Kalabrien mit 6704 Einwohnern (Stand 31. Dezember 2023). Ihr Name geht auf die antike Stadt Kaulon zurück.

## Lage und Daten
Caulonia liegt 121 km nordöstlich von Reggio Calabria am östlichen Abhang der Serre. Die Nachbargemeinden sind Nardodipace (VV), Pazzano, Placanica, Roccella Ionica, Stignano. Die Höhe des Dorfes ist 298 m s.l.m.; die höchste Erhebung ist mit dem Berg Monte Gremi  1210 m s.l.m. hoch.
Zur Stadt gehören die Ortsteile Agromastelli, Campoli, Crochi, Cufò, Focà, Marina di Caulonia, San Nicola, Ursini und Ziia. Marina di Caulonia ist touristisch geprägt und lädt zum Wassersport ein.

## Sehenswürdigkeiten
Im Ort stehen eine Ruine einer Burg. Die Kirche S. Zaccaria stammt im Ursprung aus dem Mittelalter, ist aber renoviert worden.
Auf dem Gebiet der Gemeinde Monasterace liegt die archäologische Ausgrabungsstätte von Kaulon. Es stehen noch Mauern und andere Spuren der antiken griechischen Stadt. Die Fundstücke, die hier entdeckt  wurden, sind im Museo Archeologico Nazionale di Reggio Calabria ausgestellt.

## Fraktionen und Dörfer
In Caulonia sind fünf Fraktionen und weitere vereinzelte Häuser, die jedoch alle einen Namen wie die Fraktionen haben. Die Fraktionen von Caulonia sind Marina di Caulonia, Focà, Ursini,
Campoli – Agromastelli und San Nicola - Pirarelli.
Zu den vereinzelten Häusern gehören Rivetto, Vipari, Colle del mastro, Fratelleri, Crochi, Furca, Gremi, Filicusa, Caloieri, Stramerca, Ficara, Gangalo, Carpinuso, Tuzzo, Cantile, Vignali, Cugliaraso, Migliuso, Vaccarizzo, Tre Donne, Sorgente, Limbia, Anoia, Belvedere, Casavetere, Vincilago, Calamandre, Santa Domenica, Vallone Percia, Ziia, Zomino, Marano, Casiglie, Donna Cecca, Frauzzo, Carrubbara - Liserà, Dimilio, Abatigiala, Calatria, Popelli, Gozza, Pezzolo, Obile, Strano - Cufò, Candidati, Barone und Stefano.
Einige dieser Ortschaften existieren zwar noch, aber oft sind sie unbewohnt. Meistens leben nicht mehr als 40 Menschen in solchen Ortschaften.